# Elizabeth Haydon
Elizabeth Haydon (ur. 1965 w Michigan) – amerykańska pisarka fantastyki. W Polsce znana przede wszystkim jako autorka cyklu Symfonia wieków. Pierwszy tom z cyklu, czyli Rapsodia. Dziecko krwi, był nominowany do Nagrody Locusa w dwóch kategoriach. Czerpie inspiracje do tworzenia niektórych lokacji w swoich książkach dzięki podróżom po świecie.

### Symfonia wieków

#### Trylogia Rapsodia
- Rapsodia. Dziecko Krwi (1999)
- Proroctwo. Dziecko Ziemi (2001)
- Przeznaczenie. Dziecko Nieba (2002)

#### The Middle Books
- Requiem za Słońce (2003)
- Elegia na Utraconą Gwiazdę (2004)

#### The War of the Known World
- The Assassin King (2006)
- The Merchant Emperor (2014)
- The Hollow Queen (2015)
- The Weaver's Lament (2016)

### Zaginione dzienniki Vena Polypheme’a
- Pływająca wyspa
- Córka Królowej Złodziei
- The Dragon’s Lair
- The Tree of Water

### Antologie
- Legendy II – Próg (Opowiadanie)
- Emerald Magic: Great Tales of Irish Fantasy – The Merrow (Opowiadanie)